# Acalypha longispicata
Acalypha longispicata é uma espécie de flor do gênero Acalypha, pertencente à família Euphorbiaceae.